# Amós (profeta)

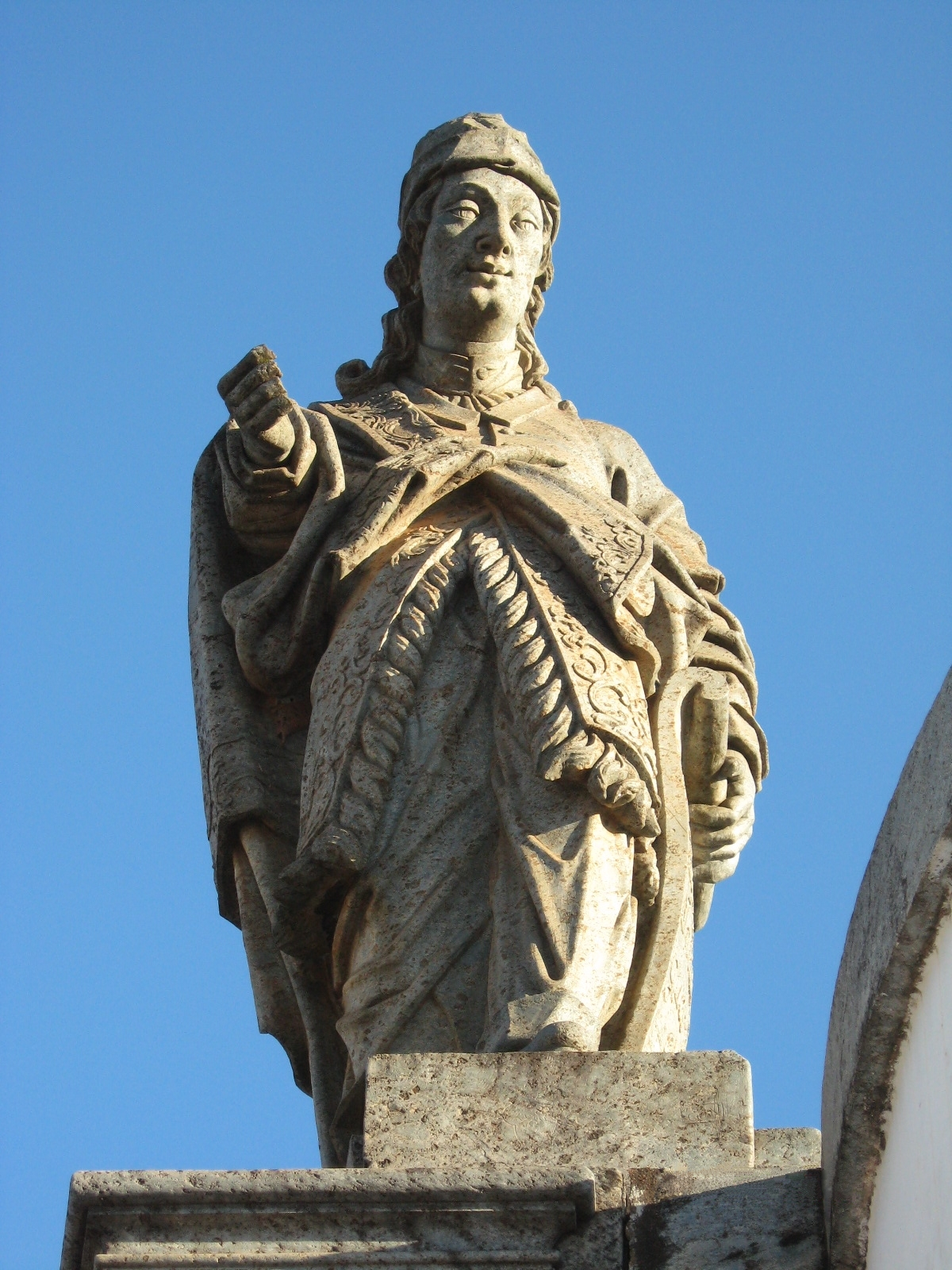
Profeta Amós, por Aleijadinho, Congoñas, Minas Gerais, 1800-5.

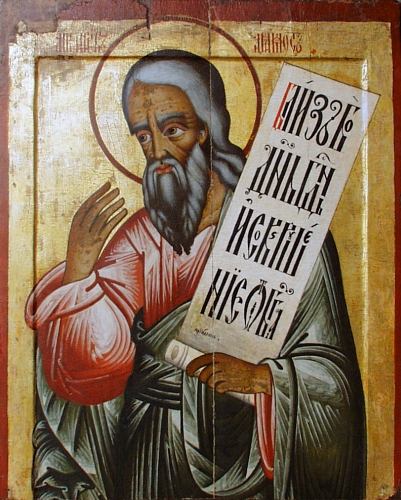
Icono del profeta Amós.

Amós, del antiguo hebreo עמוֹס (Āmōs), que significa "carga, el que lleva la carga", fue uno de los doce profetas hebreos conocidos como los Profetas menores. Era un pastor y productor de higos en Tecoa, en el límite del desierto de Judá (Amos 1:1). Fue profeta en Israel y el Reino del Norte durante el reinado de Jeroboam II (783 a. C. - 743 a. C.). Se le atribuye la autoría del libro de la Biblia que lleva su nombre (El Libro de Amós). La Iglesia católica conmemora su consagración el 15 de junio.

## Biografía
Amós, con la rudeza y estilo directo de un pastor e inspirado por la fidelidad a Yahveh, condenó la corrupción de las élites, la injusticia social y el ritualismo ajeno al compromiso de vida, anunciando el fin de Israel. Acusado por el sacerdote Amasías de conspirar contra el rey (Amós 7:10-11), fue expulsado del templo de Bethel (Amós 7:12-13). Según el apócrifo Vida de los Profetas fue herido en la cabeza por un hijo de Amasías, a consecuencia de lo cual murió al llegar a su tierra.
Según la Biblia, el padre del profeta Isaías se llamaba también Amós. Sin más base que el hecho de tratarse de homónimos que vivieron hacia la misma época, algunos han pensado que se trata del mismo personaje, pero la mayoría de expertos descartan esa hipótesis, dado el origen social de Isaías.
Amós fue conductor de bueyes y recolector de higos silvestres (higos de sicomoro), (AM 7:14) una clase de higos considerados alimento de pobres. La práctica de punzar higos tenía por objeto acelerar su maduración y aumentar el tamaño y la dulzura de la fruta .
Al igual que el pastor David a quien Yahveh llamó para efectuar servicio público, Dios procedió a tomar a Amós de seguir tras el rebaño y lo convirtió en profeta. De la soledad del desierto meridional, a Amós se le envió al reino idólatra de diez tribus con su capital Samaria.
Amós comenzó su profecía de Dios dos años antes del gran terremoto que ocurrió en el reinado de Ozías, rey de Judá. La profecía de Amós queda dentro del periodo de 26 años entre 829 y 804 a. C. Amós como profeta fue de tal magnitud que Zacarías hizo mención de él unos 300 años después.